# 王安 (後趙)
王安，东晋、後趙人物，羯族胡人。
王安开始是東晋豫州刺史祖逖的奴仆，祖逖对他甚是寵愛。320年六月，祖逖北伐，到達陳留郡雍丘县時，对王安说：“石勒与你是同種，我也不在乎你一个人。”给王安丰厚的资财遣送他回乡。
王安在後趙石勒手下做官，因他大胆有智略才幹，被重用，任左卫将军。321年，祖逖病故，其後，329年，其弟祖約反晋失败，投奔石勒。随后祖約全族被后赵处决。王安叹息说：“我怎能让祖士稚（祖逖）無後。”于是在街市观看行刑。祖逖庶子祖道重，年方十岁，王安将他悄悄救出带回家，藏匿起来，为他改换服装装沙門。到后赵灭亡后，祖道重回归江南。